# Pégase du Mûrier
Vous lisez un « bon article » labellisé en 2019.
Pour les articles homonymes, voir Pégase (homonymie).
Pégase du Mûrier (né le 29 avril 2003) est un étalon de saut d'obstacles gris, inscrit au stud-book du Selle français. Acheté aux ventes Fences par un joaillier, il réussit le cycle classique des jeunes chevaux français de saut d'obstacles, puis est confié à l'âge de 7 ans à un cavalier méconnu, Sébastien Duplant, en compagnie duquel il décroche le titre de vice-champion de France Pro Élite en 2014. Cette même année, il est récupéré par le cavalier international Roger-Yves Bost, qui remporte par la suite de nombreux Grands prix, particulièrement en 2017. Mis à la retraite fin 2018, Pégase du Mûrier est désormais consacré à la reproduction, au haras de Saint-Lô.

## Histoire
Pégase du Mûrier naît le 29 avril 2003, à l'élevage du Mûrier géré par Philippe Bodinier, à Andouillé, dans la Mayenne, en France,. Il est acheté durant les ventes Fences au sevrage, à six mois, par le joaillier Raynal Gras, un homme d'affaires propriétaire de quatre bijouteries, qui acquiert des chevaux pour son plaisir. Il suit le cycle classique de saut d'obstacles de 4 à 6 ans, arrivant en finale jeunes chevaux de saut d'obstacles 4 ans, avec une mention Élite. Il se qualifie aussi en finale à 5 et 6 ans. Il est monté par Nicolas Belin, qui rencontre des difficultés en raison du caractère délicat de l'animal. Il est également brièvement monté par la cavalière Lysa Doerr en août 2011.

### Avec Sébastien Duplant
Sa carrière de cheval sportif se déroule majoritairement avec un jeune cavalier peu connu, Sébastien Duplant. Ce dernier récupère Pégase dans les écuries de Reynald Gras à Aix-en-Provence à l'âge de 7 ans, alors qu'il souffre d'une tendinite et n'a plus sauté depuis un an, à la suite de mauvaises expériences. Au début, l'étalon accorde peu de confiance et ne se livre pas. Sébastien Duplant participe chaque week-end à des épreuves nationales de saut d'obstacles, avant d'accéder au niveau des Concours de saut internationaux 2 et 3 étoiles (CSI2* et CSI3*). Constatant que Pégase du Mûrier est le meilleur cheval de son écurie, il le travaille longuement. Cet étalon gris permet à Sébastien Duplant, jusqu'alors méconnu, de « passer de l'ombre à la lumière », en formant l'un des couples cavalier-cheval français les plus remarqués durant les saisons 2013 et 2014,. Le couple décroche notamment le Grand Prix 3 étoiles (CSI3*) de la ville de Vichy en juillet. Très doué, Pégase du Mûrier récolte de nombreux éloges, notamment après le titre de vice-champion de France Pro Elite en 2014, qui constitue la surprise, voire la révélation du circuit français de saut d'obstacles en 2014, puisqu'il s'agit de la première participation du couple à ce niveau de compétition. La médaille d'or échappe à Sébastien Duplant en raison d'une faute durant la première manche. Son cheval attire néanmoins l'attention de différents investisseurs.

### Avec Roger-Yves Bost

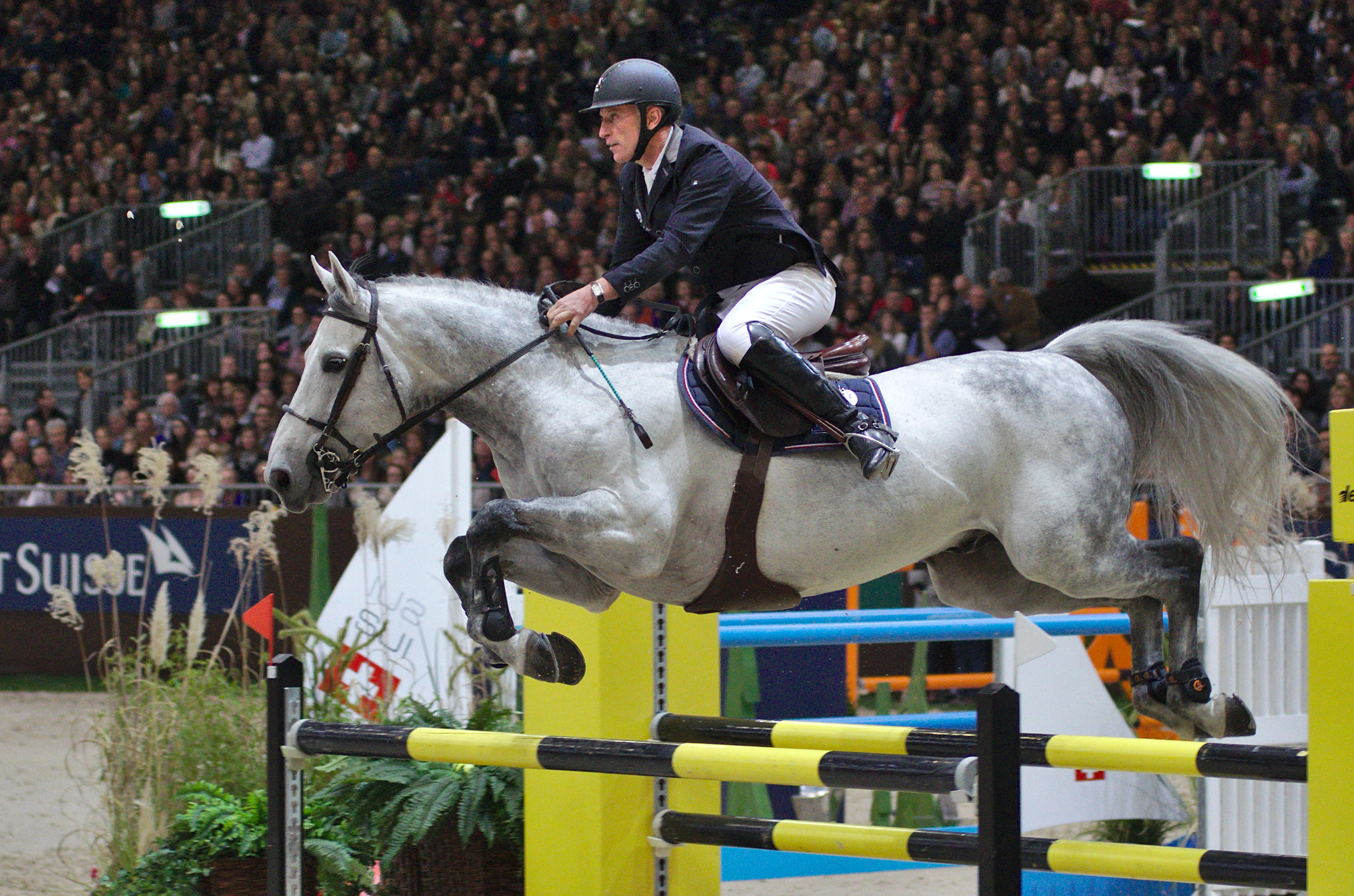
Roger-Yves Bost montant Pégase du Mûrier pendant le Prix Crédit suisse à Genève, le 13 décembre 2014.

En octobre 2014, alors que Pégase du Mûrier est âgé de 11 ans, le cavalier international Roger-Yves Bost le récupère dans ses écuries,,, afin de reconstituer son piquet de chevaux après la mise à la retraite de Myrtille Paulois. Il acquiert Pégase avec l'aide de son sponsor franco-canadien Equiblue, qui en détient 99 %, les 1 % restants étant la propriété de son EURL Bosty Jump.
Le couple dispute sa première grosse épreuve au CSI5*-W (étape Coupe du monde) de Vérone.
Entre 2014 et 2018, Roger-Yves Bost et Pégase du Mûrier décrochent huit victoires internationales à Aix-la-Chapelle, Paris, Shanghai, Stuttgart, Bordeaux, Genève et Madrid,. Malgré une baisse de forme entre septembre et novembre 2015, le couple remporte 600 000 € de gains. Pégase du Mûrier disparaît des terrains de concours entre février (Grand Prix de Hong Kong) et juin 2018, effectuant son retour au Grand National de Montfort-sur-Meu.
Son dernier concours international est l'épreuve Global Champions Tour de Chantilly, durant l'été 2018. Pégase du Mûrier rencontre des problèmes de santé, vraisemblablement à l'origine de l'annonce de sa mise à la retraite en novembre 2018,,.

## Description

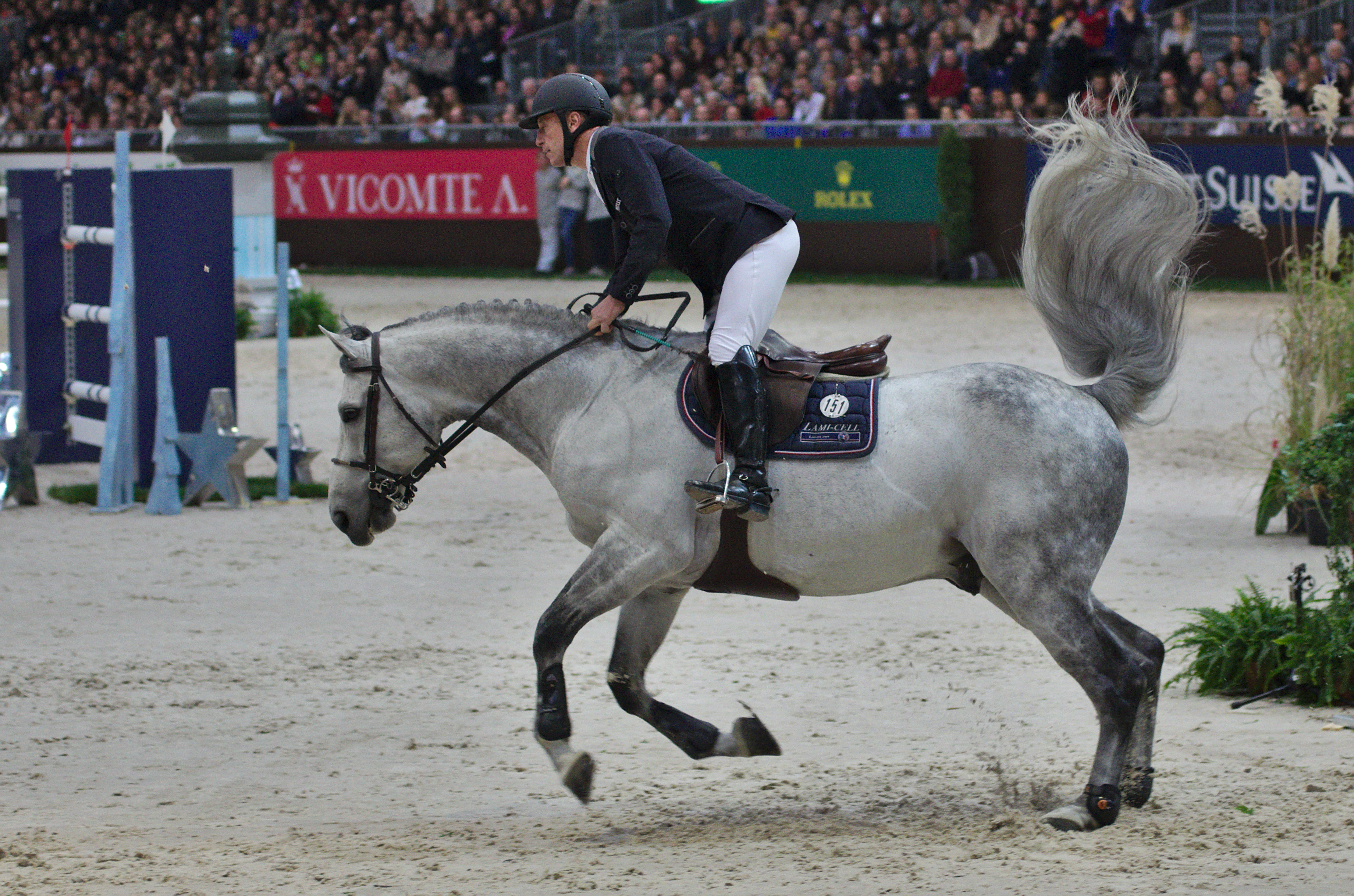
Roger-Yves Bost montant Pégase du Mûrier pendant le Prix Crédit suisse à Genève, le 13 décembre 2014

Pégase du Mûrier est un étalon de robe grise, inscrit au stud-book du Selle français. Il toise 1,72 m. Expressif et généreux, à l'obstacle, il combine puissance, respect et vitesse. Sa classe de galop est bonne, il présente par ailleurs une grande force de frappe. Roger-Yves Bost le décrit aussi comme un étalon très sensible, proche de l'homme, avec du caractère en piste, parfois peu coopératif. Il a en effet un fort caractère, et une tendance à se piquer en reprise à main droite. Néanmoins, Bost le considère comme l'un des meilleurs chevaux qu'il ait eus. Il le décrit comme un cheval très généreux et compétitif, très gentil, un surdoué vis-à-vis duquel le risque serait de trop demander.
Sébastien Duplant le décrit comme un cheval beau et démonstratif, particulièrement attachant, qui « a besoin de former un couple avec son cavalier » ; il parle aussi de Pégase comme du « cheval de sa vie ». À l'entraînement, il le fait peu sauter, et uniquement sur des barres de moins d'un mètre de haut ; il travaille beaucoup sur le plat avec des extensions d'encolure, pour le décontracter.

## Palmarès
Pégase du Mûrier s'est montré très régulier dans ses performances.

### En 2012
- 11 octobre 2012 : vainqueur du Grand Prix du CSI2* d'Aix-Meyreuil, à 1,45 m[9]
- 20 novembre 2012 : Vainqueur du Grand Prix du CSI2* de Vidauban, à 1,45 m[23],[9]

### En 2013
- 23 juin 2013 : 4e du Grand Prix du CSI2* de Fontainebleau, à 1,45 m[9]
- 4 août 2013 : 5e du Grand Prix du CSI2* de Sainte-Cécile (Aix-Meyreuil), à 1,45 m[9]

### En 2014

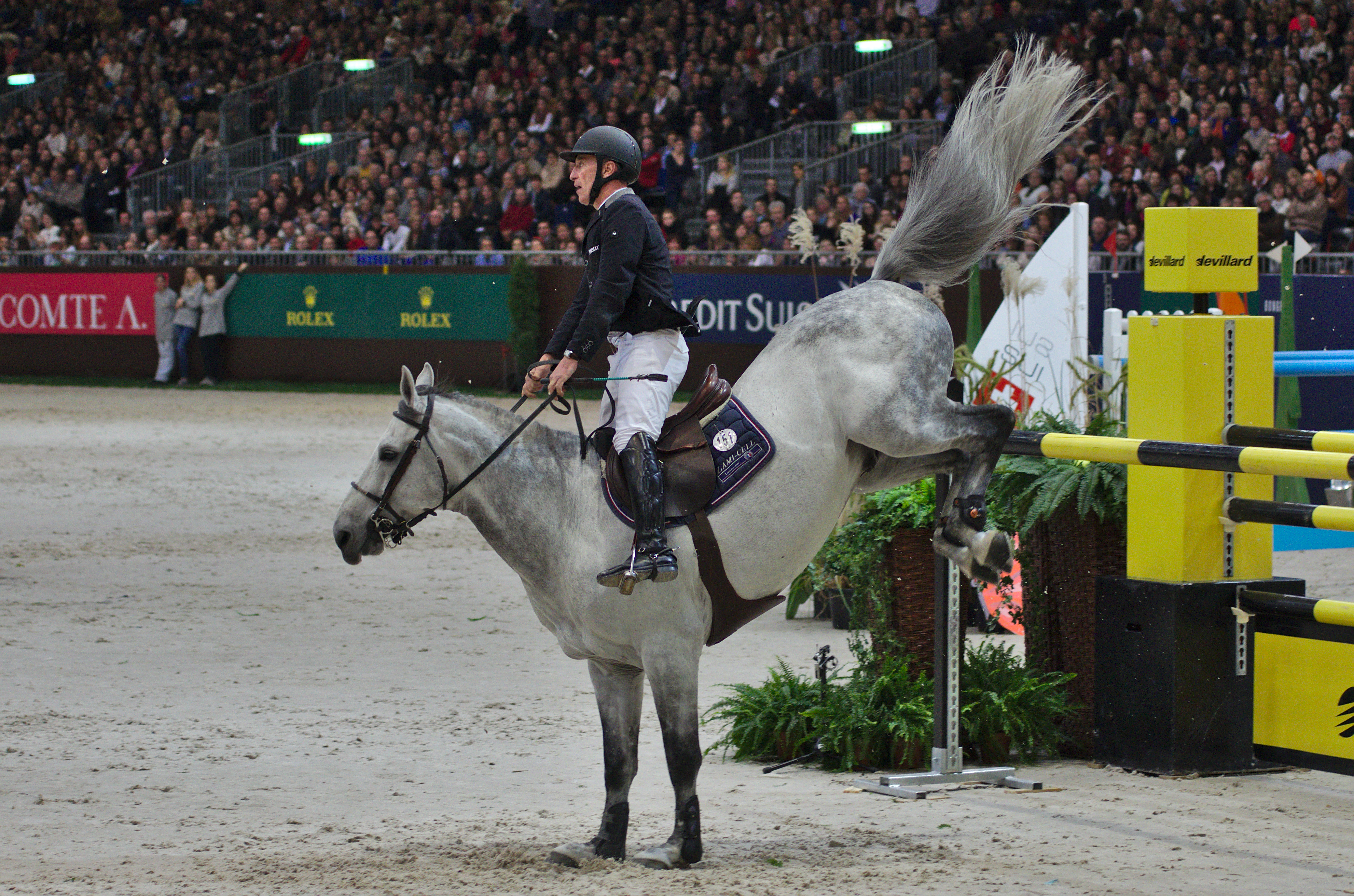
Roger-Yves Bost montant Pégase du Mûrier pendant le prix Crédit suisse à Genève, le 13 décembre 2014.

- 6 avril 2014 : Vainqueur du Grand Prix du CSI2* de Cagnes-sur-Mer, à 1,45 m[9]
- 29 juin 2014 : Vainqueur du Grand Prix du CSI2* de Grenoble-Jarrie, à 1,45 m[9]
- 13 juillet 2014 : Vainqueur du Grand Prix du CSI3* de Vichy, à 1,50 m[24],[11],[9]
- Médaille d'argent du championnat de France Pro Élite à Fontainebleau[25]
- 7 septembre 2014 : Vainqueur du CSI2* de Chazey-sur-Ain, à 1,45 m (avec Sébastien Duplant)[9]
- 13 décembre 2014 : 4e du Prix Crédit suisse à Genève, à 1,50 m (avec Roger-Yves Bost)[9]

### En 2015
- 8 février 2015 : 10e du Grand Prix du CSI5*-W du Jumping international de Bordeaux, à 1,60 m[9]
- 30 mai 2015 : 7e du CSI5* d'Aix-la-Chapelle, à 1,55 m[9]
- 19 juin 2015 : Second du CSIO5* de Rotterdam, à 1,60 m[9]
- 27 novembre 2015 : 23e du CSI5*-W de Madrid, à 1,50 m, après une première place en qualifications à 1,45 m[9]

### En 2016
- 7 février 2016 : 10e du Grand Prix du Jumping international de Bordeaux, à 1,60 m[9]
- 3 juillet 2016 : Vainqueur de l'étape Global Champions Tour de Paris, à 1,50 m - 1,50 m[9]
- 16 juillet 2016 : Vainqueur du Preis der AachenMünchener au CSIO5* d'Aix-la-Chapelle, à 1,55 m[9]
- 28 août 2016 : Vainqueur du CSI4* de Valence, à 1,50 m[9],[19]
- 2 octobre 2016 : 4e du Grand Prix CSI5* de Los Angeles, à 1,60 m[9],[25]
- 30 octobre 2016 : 9e de l'étape Coupe du monde de Lyon, à 1,40 m-1,60 m[9]

### En 2017
Pégase du Mûrier atteint un Indice de saut d'obstacles (ISO) de 176 sur l'année 2017.
- 12 février 2017 : 7e du Grand Prix de Hong Kong, CSI5* LMS, à 1,60 m[9],[25]
- 11 mars 2017 : Second du Prix Hermès Sellier, CSI5*, à Paris, à 1,50 m[9]
- 18 mars 2017 : 4e du Prix du 24 Faubourg, CSI5*, à Paris, à 1,55 m[9]
- 29 avril 2017 : Vainqueur de l'étape Global Champions Tour de Shanghai, à 1,55 m - 1,60 m[9]
- 10 juin 2017 : Second de l'étape Global Champions Tour de Cannes, à 1,55 m - 1,60 m[9]
- 24 juin 2017 : Vainqueur de l'étape Global Champions Tour de Monte-Carlo, à 1,55 m - 1,60 m[9]
- 23 septembre 2017 : 3e de l'étape Global Champions Tour de Rome, à 1,55 m - 1,60 m[9]

## Origines
Pégase du Mûrier est un fils de l'étalon Holsteiner Adelfos (ISO 173) et de la jument Selle français Folamour du Mûrier, par Le Tot de Semilly,. La mère de cette dernière, Karielle (ISO 136), est la jument phare de l'élevage du Mûrier, mère également de l'étalon Dollar du Mûrier. Pégase descend en deuxième souche de la célèbre jument Camarade Rapide, l'un des piliers de l'élevage du Selle français.

## Descendance et hommages
Pégase du Mûrier figure sur l'affiche de l'édition 2016 du Jumping international de Bordeaux.
Il se reproduit depuis 2019, au haras national de Saint-Lô, dans lequel il est stationné avec l'étalon Mylord Carthago.